# Keflavík

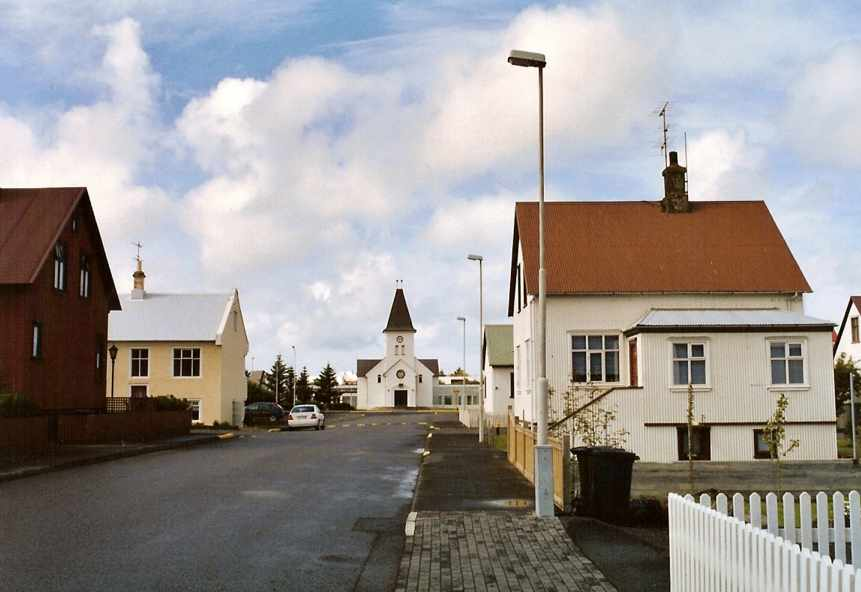
Via centrale a Keflavik

Keflavík (pronuncia /cʰɛplaˌviːk/) è una cittadina di circa 16 000 abitanti nella regione del Reykjanes, nel sudovest islandese, fusasi con Njarðvík e Hafnir per formare una municipalità di nome Reykjanesbær.

## Storia
Fondata nel XVI secolo, Keflavík si è sviluppata grazie alla fiorente industria della pesca e della lavorazione del pesce. In seguito la sua espansione è proseguita grazie al turismo, così come alla costruzione dell'Aeroporto di Keflavík nel 1940, da parte degli Stati Uniti. L'aeroporto è stato anche sede di un'importante base militare NATO.
Durante la Seconda guerra mondiale e la Guerra fredda, la base ha svolto un ruolo importante nel monitoraggio del traffico marino e sottomarino, dal mare di Norvegia al mare della Groenlandia all'Oceano Atlantico. Dalla caduta dell'Unione Sovietica, l'importanza della base militare di Keflavík è diminuita, essendo ridotto il rischio del transito di sottomarini dotati di armi nucleari.
In Islanda, la città è nota per la sua fiorente scena musicale degli anni '60 e '70, tanto da essersi guadagnata l'appellativo di "bítlabærinn", o "La Città dei Beatles".

## Sport
Keflavík è la città della squadra di calcio Keflavík Íþrotta- og ungmennafélag meglio nota come Keflavík ÍF che milita nella Landsbankadeild (Premier League islandese).